# Acumontia natalensis
Acumontia natalensis is een hooiwagen uit de familie Triaenonychidae. De wetenschappelijke naam van Acumontia natalensis gaat  terug op Lawrence.